# Coppa dell'Imperatrice 2018 (pallavolo)
La Coppa dell'Imperatrice 2018 si è svolta dal 14 al 23 dicembre 2018: al torneo hanno partecipato ventiquattro squadre di club giapponesi e la vittoria finale è andata per la settima volta alle Hisamitsu Springs.

## Regolamento
La competizione prevede che vi prendano parte 24 squadre, che si affrontano in gara secca per tutto il corso del torneo, dal primo turno alla finale. I club provenienti dalla V.League Division 1 scendono in campo solo da secondo turno.

## Partecipanti
| - Chukyo Daigaku - Denso Airybees - Furukawa Gakuen - Higashi Kyusyu Ryukoku - Hisamitsu Springs - Hokusho Daigaku - Hitachi Rivale - JA Gifu Rioreina | - JT Marvelous - Juntendō Daigaku - Kanoya Taiiku Daigaku - Kinrankai - Kyushu Bunka Gakuen - Kurobe AquaFairies - Matsuyama Shinonome Daigaku - Nihon Joshi Taiiku Daigaku | - NEC Red Rockets - Okayama Seagulls - PFU BlueCats - Saitama Ageo Medics - Toray Arrows - Toyota Queenseis - Tsukuba Daigaku - Victorina Himeji |

## Torneo

### Primo turno
| 14 dicembre 2018 Musashino Forest Sport Plaza, Chōfu Durata: h:? - Spettatori: ? | Kinrankai              | 3 - 2 | Nihon Joshi Taiiku Daigaku  | 22-25, 19-25, 25-23, 25-18, 15-6  |
| 14 dicembre 2018 Musashino Forest Sport Plaza, Chōfu Durata: h:? - Spettatori: ? | Kurobe AquaFairies     | 3 - 2 | Kanoya Taiiku Daigaku       | 25-22, 22-25, 21-25, 25-23, 17-15 |
| 14 dicembre 2018 Musashino Forest Sport Plaza, Chōfu Durata: h:? - Spettatori: ? | JA Gifu Rioreina       | 3 - 0 | Matsuyama Shinonome Daigaku | 25-15, 25-17, 25-20               |
| 14 dicembre 2018 Musashino Forest Sport Plaza, Chōfu Durata: h:? - Spettatori: ? | Juntendō Daigaku       | 3 - 0 | Kyushu Bunka Gakuen         | 27-25, 25-22, 25-15               |
| 14 dicembre 2018 Musashino Forest Sport Plaza, Chōfu Durata: h:? - Spettatori: ? | Victorina Himeji       | 3 - 0 | Tsukuba Daigaku             | 25-19, 25-18, 25-16               |
| 14 dicembre 2018 Musashino Forest Sport Plaza, Chōfu Durata: h:? - Spettatori: ? | PFU BlueCats           | 3 - 0 | Furukawa Gakuen             | 25-12, 25-22, 29-27               |
| 14 dicembre 2018 Musashino Forest Sport Plaza, Chōfu Durata: h:? - Spettatori: ? | Higashi Kyusyu Ryukoku | 3 - 0 | Hokusho Daigaku             | 25-10, 25-16, 25-10               |
| 14 dicembre 2018 Musashino Forest Sport Plaza, Chōfu Durata: h:? - Spettatori: ? | Okayama Seagulls       | 3 - 1 | Chukyo Daigaku              | 19-25, 25-14, 25-13, 25-16        |

### Secondo turno
| 15 dicembre 2018 Musashino Forest Sport Plaza, Chōfu Durata: h:? - Spettatori: ? | Hisamitsu Springs   | 3 - 0 | Kinrankai              | 26-24, 25-13, 25-23              |
| 15 dicembre 2018 Musashino Forest Sport Plaza, Chōfu Durata: h:? - Spettatori: ? | Hitachi Rivale      | 3 - 0 | Kurobe AquaFairies     | 25-20, 25-15, 25-22              |
| 15 dicembre 2018 Musashino Forest Sport Plaza, Chōfu Durata: h:? - Spettatori: ? | NEC Red Rockets     | 3 - 0 | JA Gifu Rioreina       | 25-18, 25-21, 25-11              |
| 15 dicembre 2018 Musashino Forest Sport Plaza, Chōfu Durata: h:? - Spettatori: ? | Denso Airybees      | 3 - 0 | Juntendō Daigaku       | 25-18, 25-17, 25-15              |
| 15 dicembre 2018 Musashino Forest Sport Plaza, Chōfu Durata: h:? - Spettatori: ? | Toyota Queenseis    | 3 - 0 | Victorina Himeji       | 25-19, 25-22, 25-19              |
| 15 dicembre 2018 Musashino Forest Sport Plaza, Chōfu Durata: h:? - Spettatori: ? | Toray Arrows        | 3 - 0 | PFU BlueCats           | 25-17, 25-18, 25-22              |
| 15 dicembre 2018 Musashino Forest Sport Plaza, Chōfu Durata: h:? - Spettatori: ? | Saitama Ageo Medics | 3 - 0 | Higashi Kyusyu Ryukoku | 25-11, 25-18, 25-19              |
| 15 dicembre 2018 Musashino Forest Sport Plaza, Chōfu Durata: h:? - Spettatori: ? | JT Marvelous        | 3 - 2 | Okayama Seagulls       | 25-18, 25-23, 24-26, 18-25, 15-1 |

### Quarti di finale
| 16 dicembre 2018 Musashino Forest Sport Plaza, Chōfu Durata: h:? - Spettatori: ? | Hisamitsu Springs   | 3 - 1 | Hitachi Rivale | 25-17, 24-26, 25-22, 25-16       |
| 16 dicembre 2018 Musashino Forest Sport Plaza, Chōfu Durata: h:? - Spettatori: ? | NEC Red Rockets     | 3 - 1 | Denso Airybees | 22-25, 25-22, 25-21, 28-26       |
| 16 dicembre 2018 Musashino Forest Sport Plaza, Chōfu Durata: h:? - Spettatori: ? | Toyota Queenseis    | 3 - 2 | Toray Arrows   | 19-25, 25-21, 17-25, 25-23, 15-9 |
| 16 dicembre 2018 Musashino Forest Sport Plaza, Chōfu Durata: h:? - Spettatori: ? | Saitama Ageo Medics | 3 - 1 | JT Marvelous   | 22-25, 25-20, 25-14, 25-15       |

### Semifinali
| 22 dicembre 2018 Ota City General Gymnasium, Tokyo Durata: 1h:53 - Spettatori: 2 500 | Hisamitsu Springs | 3 - 1 | NEC Red Rockets     | 25-22, 23-25, 25-21, 25-21 |
| 22 dicembre 2018 Ota City General Gymnasium, Tokyo Durata: 1h:45 - Spettatori: 1 500 | Toyota Queenseis  | 3 - 1 | Saitama Ageo Medics | 13-25, 25-18, 25-23, 25-21 |

### Finale
| 23 dicembre 2018 Ota City General Gymnasium, Tokyo Durata: 2h:06 - Spettatori: 1 600 | Hisamitsu Springs | 3 - 1 | Toyota Queenseis | 35-33, 20-25, 25-23, 26-24 |